# Anne Villelaur
Anne Villelaur, née Josette Georgine Jeanne Mauricette Bournat le 28 mai 1923 à Lyon 2e et morte le 24 mars 2008 à Mantes-la-Jolie, est une femme de lettres, journaliste et traductrice française.
Elle anima Les Lettres françaises d'Aragon par ses critiques littéraires, et contribua à une meilleure connaissance en France d'auteurs anglo-américains (Isaac Asimov, Colleen McCullough, J. P. Donleavy, Henry Fielding, Carol Higgins Clark,...) en traduisant nombre de leurs romans.

## Biographie
Après une enfance lyonnaise, à la suite du divorce de ses parents, Anne Villelaur rejoint, adolescente, sa mère à Marseille. Puis, elle entreprend des études cinématographiques à lIDHEC de Paris. 
Elle entre à la revue Les Lettres françaises où elle sera responsable de la rubrique Cinéma. 
Dans les années 1950, elle épouse Pierre Daix des Lettres françaises. Ils se sépareront 13 ans plus tard.

### Articles
- Marienbad. Ciné-roman et univers mental (in Les Lettres françaises No. 900 du 09/11/1961, pp. 1 et 5)
- Jean Dutourd - Roger Nimier - Francois Nourissier et Pierre Daix, réunis autour du micro d'Anne Villelaur (in Les Lettres françaises n° 790 du 17/09/1959)
- Leo Ferré et Mouloudji à la vente du C.N.E. (in Les Lettres françaises n° 764 du 12/03/1959)
- Hitler année Zéro (in Les Lettres françaises n° 728 du 26/06/1958)
- Cinq romans sans prix (in Les Lettres françaises n° 650 du 20/12/1956)
- Où va la littérature allemande (in Les Lettres françaises n° 605 du 02/02/1956)
- La ligne de démarcation (in Les Lettres françaises n° 605 du 02/02/1956)
- Hans Hellmut Kirst (in Les Lettres françaises n° 562 du 31/03/1955)

### Traductions
- Isaac Asimov
  - Poésie légère, in Histoires à lire toutes portes closes ⁄ Alfred Hitchcock présente (anth.), Ed. France loisirs (1986)
  - Flûte, flûte et flûtes ! et autres nouvelles, Ed. Denoël (1979)
  - Le Jour des chasseurs in Les dinosaures (anth.), Ed. Librio
  - Everest, Ed. Denoël (1953)
- Quatre ans plus tôt, in Charlotte Brontë - Patrick Brontë, choix établi et présenté par Raymond Bellour. Paris, J.-J. Pauvert (1972)
- James Patrick Donleavy, J.P. Donleavy's Ireland → Mon Irlande avec tous ses péchés et certaines de ses grâces, Paris, Ed. Denoël (1987)
- Henry Fielding, Amelia, roman traduit et préfacé par Pierre Daix et Anne Villelaur, Paris, EFR (1955)
- Carol Higgins Clark, Par-dessus bord, Ed. Lgf (1996)
- Colleen McCullough, Tim, Paris, Ed. Belfond (1979)
- Arthur Power, Entretiens avec James Joyce (Conversations with James Joyce, 1974, édition de Clive Hart), Ed. Pierre Belfond, « Entretiens » (1979).
- Arthur M. Wilson, Diderot. Sa Vie et son Œuvre (1957), Paris, Robert Laffont (1972)
- Susan Hill, La Force de l'ange, Paris, Albin Michel, (1993)

## Citations
- En une période où la plupart des livres intéressants sont écrits à coup de serpe, l’orfèvrerie acquiert un certain charme[2].
- Détruire dit-elle est le plus étrange des livres de Marguerite Duras. Il ressemble à une cérémonie dont nous ignorerions le rituel et suivrions néanmoins, fascinés, le déroulement[3].